# Perfektum
Perfektum (z latinského perfectum, doslova „dokončené“) je slovesný čas, který v některých jazycích vyjadřuje ukončenost minulého děje. Často vyjadřuje minulý děj, který má nějaký vztah k přítomnosti. Někdy se též nazývá předpřítomný čas. Patří mezi tzv. relativní slovesné časy.
Perfektum se používá např. v latině, románských nebo germánských jazycích.

## Slovanské jazyky
Ve většině slovanských jazyků v minulosti nahradilo všechny ostatní minulé časy (aorist, imperfektum, plusquamperfektum – ty se však zachovaly např. v bulharštině). V současnosti se používá k vyjádření všech minulých dějů a označuje se jako préteritum.
Tvoří se pomocí příčestí minulého (l-ového) a přítomných tvarů pomocného slovesa být (byl jsem, byl jsi atd.).
V západoslovanských jazycích (včetně češtiny) pomocné sloveso ve 3. osobě odpadá; v ruštině odpadá ve všech osobách (např. я был [ja byl] – byl jsem); v jihoslovanských jazycích je pomocné sloveso ve všech osobách přítomné.
V polštině není pomocné sloveso být samostatným slovem, ale jeho zkrácené tvary se připojují ke slovesu nebo jinému slovu (např. byłem - byl jsem, byłeś - byl jsi, byls); v hovorové češtině se podobně připojuje s pouze ve 2. osobě jednotného čísla (Kam's koukal?, Udělalas to dobře.).
Praslovanské perfektum označovalo původně přítomný stav vzniklý následkem ukončeného minulého děje, teprve později se tato konstrukce začala používat i ve funkci slovesného času. Příčestí minulé bylo tedy vlastně krátkým (jmenným) tvarem přídavného jména. Původní význam dnešní konstrukce přišel jsem tedy zřejmě byl (šel jsem a) jsem přišlý.

### Bulharština
V bulharštině se tento čas nazývá "Минало неопределено време" (Minulý neohraničený/neurčitý čas) nebo "Перфект" a plní funkci předpřítomného času. Jde o složený minulý čas.
Tvoří se pomocí slovesa "съм" (být) a slovesa v příčestí minulém (velmi podobné tvary jako v češtině, říká se mu l-ové příčestí). Vyjadřuje děj, který sice proběhl v minulosti, ale jeho působení sahá do přítomnosti. Perfektum zdůrazňuje samotný děj a jeho výsledky, nikoliv dobu průběhu, okolnosti děje a vlastní zkušenosti. 
Perfektum slovesa "пиша" (=psát)
|        | sg        | pl         |
| ------ | --------- | ---------- |
| 1. os. | писал съм | писали сме |
| 2. os. | писал си  | писали сте |
| 3. os. | писал е   | писали са  |

Pomocné sloveso je ve třetích osobách zachováno. Bez něj by větná konstrukce měla jiný význam (šlo by o formu nepřímé výpovědi).
Bulharština si zachovala původní praslovanský systém minulých časů, kromě perfekta používá aorist, imperfektum a plusquamperfektum.

## Germánské jazyky
Perfektum se v germánských jazycích tvoří jako složený čas z pomocného slovesa s významem mít, případně být (viz Němčina), a příčestí minulého/trpného (supina ve švédštině). Původní germánské jazyky měly pouze 2 časy – přítomný a minulý. Perfektum se vyvinulo jako slovesný čas ve středověku z konstrukcí s významem „(udělal jsem a) mám uděláno“ (angl. I have done).

### Angličtina
V angličtině se tvoří pomocí slovesa have (mít) a příčestí minulého/trpného, které u pravidelných sloves přibírá koncovku -ed (stejný tvar jako préteritum):
- I have booked – zarezervoval jsem (a je to hotové)
- I have done (nepravidelné) – udělal jsem (a je to hotové)
- I have never seen (nepravidelné) – nikdy jsem neviděl (až doteď)

Používá se k vyjádření (nedávno) ukončených dějů, jejichž následky přetrvávají do přítomnosti. V záporných větách vyjadřují naopak děj, který se dosud neuskutečnil.
Průběhová forma (specifická pro angličtinu) vyjadřuje děje, které začaly v minulosti a probíhají/přetrvávají i do současnosti. Tvoří se konstrukcí have been + -ing:
- I have been living here for 2 years. – Jsem tu žijící 2 roky.

Perfektum se v angličtině vyvinulo ve 14. století. Původně se u sloves pohybu tvořilo pomocí slovesa be (být) jako v němčině, do konce 19. století se však přestalo toto pomocné sloveso používat. Dnes se výhradně používá have.

### Němčina
V němčině se tímto termínem označuje složený čas minulý. V současnosti se rozdíl mezi préteritem a perfektem stírá, ale v hovorové němčině perfektum značně převládá.
Německé perfektum se tvoří z pomocného slovesa (sein nebo haben) a příčestí minulého slovesa. Příčestí minulé se v německé větě klade až na konec.
Silná slovesa tvoří perfektum z pomocného slovesa haben, avšak jestliže sloveso vyjadřuje pohyb, bývá pomocným slovesem tvar slovesa sein. Dále se příčestí minulé skládá z předpony „ge-“,kořenu slovesa a přípony „-en“. V kořenu slovesa je oproti přítomnému času změna v kmenové samohlásce.
Příklad
- ich habe gesungen
- du hast gesungen
- er hat gesungen

- wir haben gesungen
- ihr habt gesungen
- sie haben gesungen

Slabá slovesa tvoří perfektum z pomocného slovesa haben. Dále příčestí minulé se skládá z předpony „ge-“,kořenu slovesa a přípony „-t či -et“.
Příklad
- ich habe gelernt
- du hast gelernt
- er hat gelernt

- wir haben gelernt
- ihr habt gelernt
- sie haben gelernt

#### Sloveso s neodlučitelnou předponou
Pokud je to sloveso takové, že má neodlučitelnou předponu, tedy be-, ge-, ent-, emp-, er-, ver-, zer- a v některých případech miss- (např. verstehen, bekommen, entschieden, erzählen, missachten ...), nebo když kmen slovesa končí na -ieren,(např. reparieren, fotografieren...), tak předpona „ge-“ v příčestí minulém není.

##### Příklad
- ich habe erzählt
- du hast erzählt
- er hat erzählt

- wir haben erzählt
- ihr habt erzählt
- sie haben erzählt

#### Sloveso s odlučitelnou předponou
Pokud je to sloveso ovšem takové, že má odlučitelnou předponu (např. aufstehen, anfangen, fernsehen, sich vorstellen, ...), tak se předpona „ge-“ v příčestí minulém vkládá mezi odlučitelnou předponu a kořen slovesa.

##### Příklad
- ich bin aufgestanden
- du bist aufgestanden
- er ist aufgestanden

- wir sind aufgestanden
- ihr seid aufgestanden
- sie sind aufgestanden

## Románské jazyky

### Španělština
Jedním z minulých časů užívaných ve španělštině je Pretérito perfecto compuesto. V češtině bývá označován jako předpřítomný čas.

#### Tvoření
Tvoří se pomocí pomocného slovesa haber + příčestí minulé.
| Pomocné sloveso | Příčestí minulé                           |
| --------------- | ----------------------------------------- |
| he              | hablado, comido, vivido, dicho, puesto, … |
| has             | hablado, comido, vivido, dicho, puesto, … |
| ha              | hablado, comido, vivido, dicho, puesto, … |
| hemos           | hablado, comido, vivido, dicho, puesto, … |
| habeís          | hablado, comido, vivido, dicho, puesto, … |
| han             | hablado, comido, vivido, dicho, puesto, … |

#### Užití
Děje probíhající v časovém úseku, který začal v minulosti a stále trvá. Mluvčí ho nepovažuje za ukončený. 

Este año hemos decidido ir al norte de Bohemia. – Letos jsme se rozhodli jet do severních Čech

Esta semana ha cumplido 28 años. – Tento týden mu bylo osmadvacet.

Děje, které samy nebo svými důsledky zasahují do přítomnosti

Ya he comprado los billetes de autobús. – Už jsem koupil lístky na autobus. (Tedy mám je.)

Manolo ha cumplido 28 años. – Manolo oslavil osmadvacáté narozeniny / Monolovi už je osmadvacet.

## Latina
|        | sg         | pl          |
| ------ | ---------- | ----------- |
| 1. os. | laudavi    | laudavimus  |
| 2. os. | laudavisti | laudavistis |
| 3. os. | laudavit   | laudaverunt |

## Italština
|        | sg        | pl            |
| ------ | --------- | ------------- |
| 1. os. | ho avuto  | abbiamo avuto |
| 2. os. | hai avuto | avete avuto   |
| 3. os. | ha avuto  | hanno avuto   |

|        | sg         | pl          |
| ------ | ---------- | ----------- |
| 1. os. | sono stato | siamo stati |
| 2. os. | sei stato  | siete stati |
| 3. os. | è stato    | sono stati  |